# اتین د ویلده
اتین د ویلده (اسپانیایی: Etienne De Wilde‎؛ زادهٔ ۲۳ مارس ۱۹۵۸) دوچرخه‌سوار اهل بلژیک است.
وی در مسابقات کشوری و بین‌المللی در مجموع برندهٔ ۱ مدال نقره شده‌است.